# Jezierski Wierch

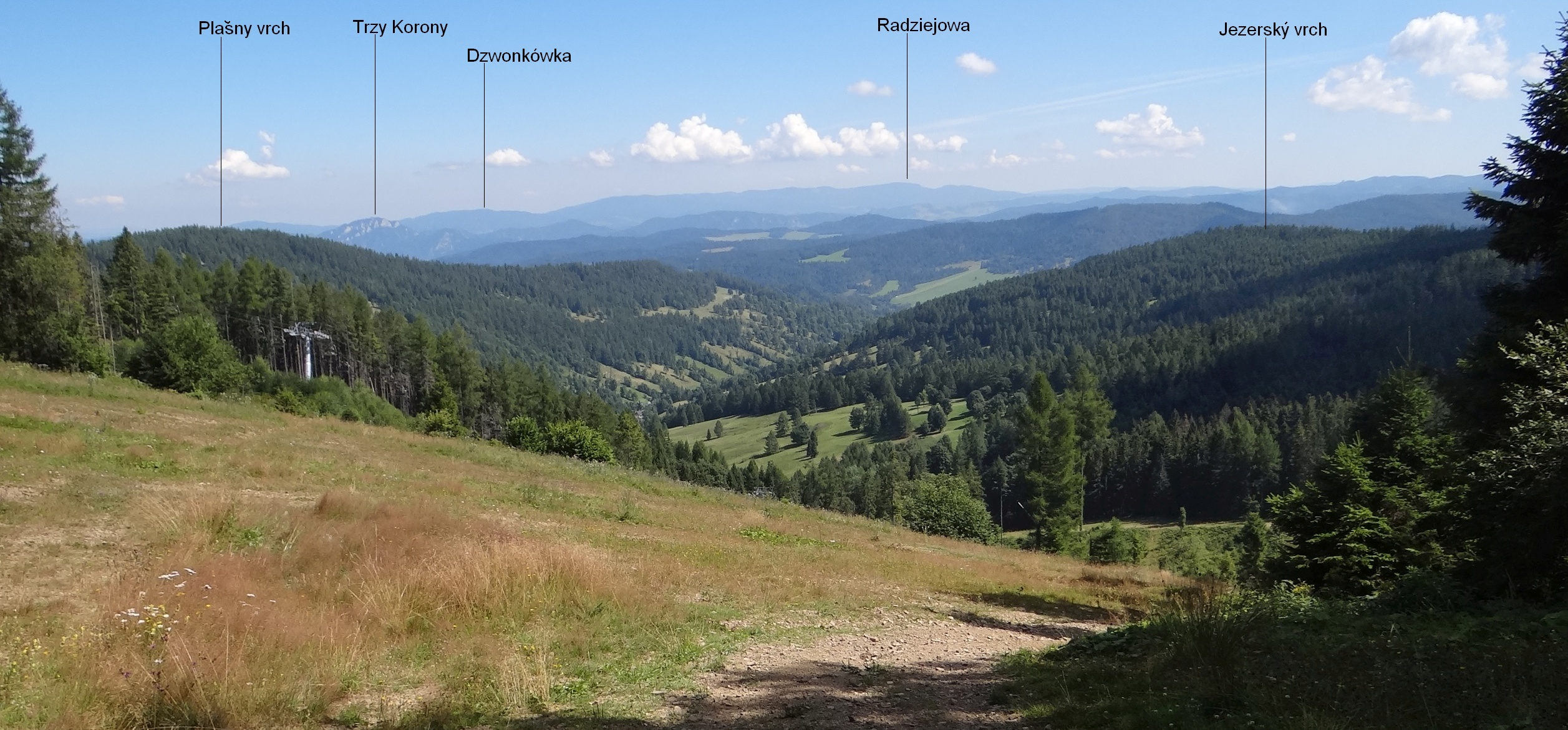
Widok na dolinę Jezierskiego Potoku. W głębi Pieniny i Beskid Sądecki

Jezierski Wierch (słow. Jezerský vrch) – grzbiet górski w słowackiej Magurze Spiskiej, odgałęziający się na północny wschód od szczytu Bukovina (1176 m). Znajduje się w obrębie miejscowości Jezierska (słow. Jezersko) i oddziela główny ciąg doliny Jezierskiego potoku od jego dopływu wypływającego z Jezierskiego Jeziora (Jezerské jazero). Na słowackiej mapie turystycznej podana jest wysokość  915 m, nie jest to jednak szczyt, lecz punkt na grzbiecie. 
Jezierski Wierch jest całkowicie porośnięty lasem. Jego górną część trawersuje ścieżka edukacyjna prowadząca z Jezierskiego Jeziora obok wyciągu narciarskiego Ski Jeziersko do wieży widokowej pod Bukoviną. Z miejsca, w którym grzbiet Jezierskiego Wierchu opada do wideł potoków, rozchodzą się w Jeziersku dwa szlaki turystyczne: zielony obok Jezierskiego Jeziora do rozdroża pod Bukoviną i niebieski doliną Jezierskiego Potoku, potem na Hrb, gdzie krzyżuje się z żółtym szlakiem na Małą Polanę.